# Aeroportul Municipal Lusk
Aeroportul Municipal Lusk (IATA: LSK, ICAO: KLSK, FAA LID: LSK) este un aeroport din Wyoming, Statele Unite ale Americii.
Situat la o altitudine de 1.513,88064 m, aeroportul dispune de 1 pistă.

## Infrastructură

### Piste
Aeroportul dispune de o singură pistă. Pista 10/28 are suprafața de asfalt și dimensiunile 5.058 picioare × 75 picioare. 